# Pinellia cordata
Pinellia cordata är en kallaväxtart som beskrevs av Nicholas Edward Brown. Pinellia cordata ingår i släktet Pinellia och familjen kallaväxter. Inga underarter finns listade.

## Bildgalleri

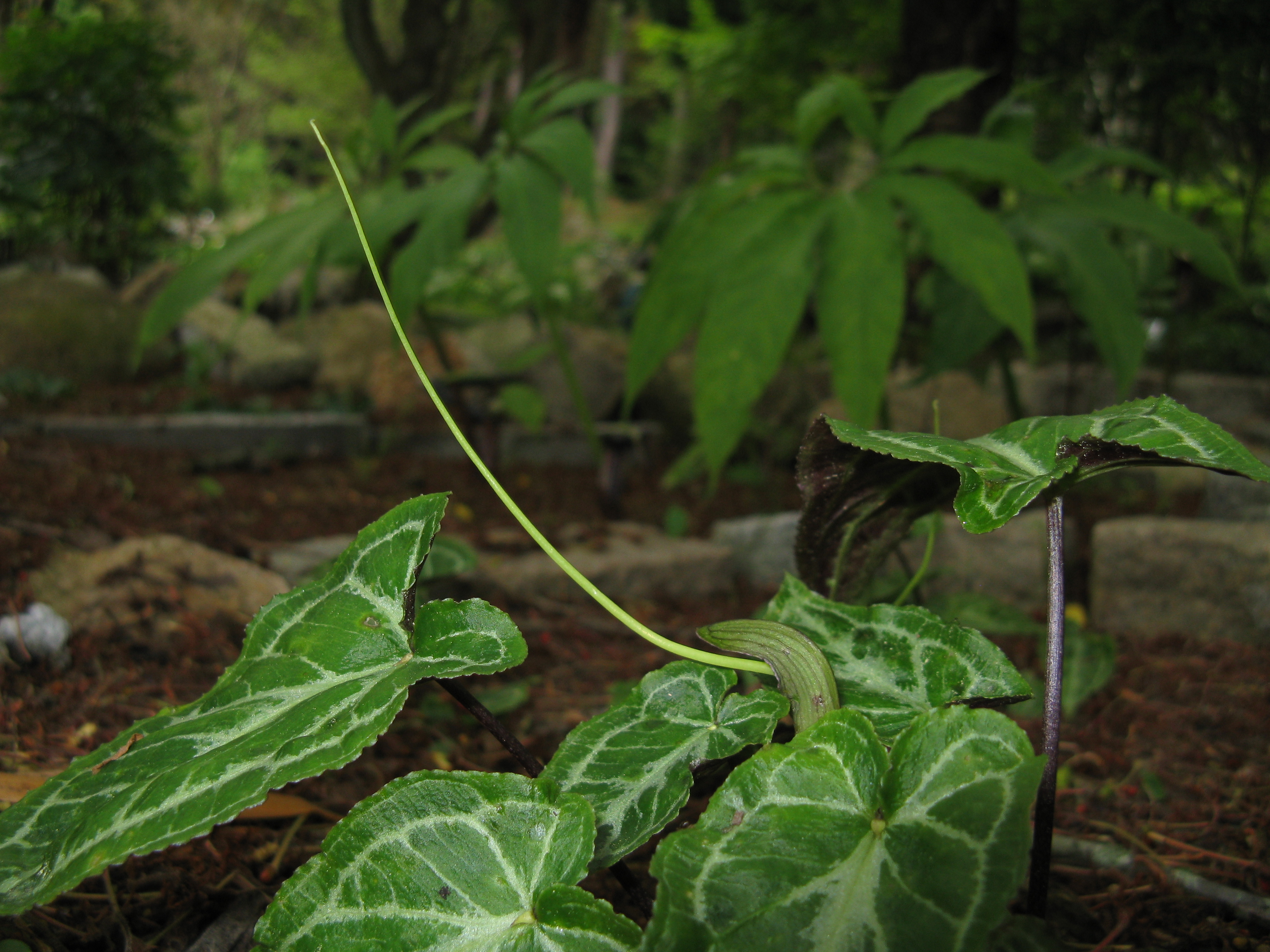